# Kœur-la-Grande
Kœur-la-Grande település Franciaországban, Meuse megyében. Lakosainak száma 164 fő (2022. január 1.). Kœur-la-Grande Bislée, Chauvoncourt, Fresnes-au-Mont, Kœur-la-Petite és Rupt-devant-Saint-Mihiel községekkel határos.

## Népesség
A település népességének változása:
| Lakosok száma | 126  | 128  | 152  | 165  | 176  | 171  | 164  | 158  | 160  | 164  |
|               | 1968 | 1982 | 1990 | 2006 | 2013 | 2015 | 2017 | 2019 | 2020 | 2022 |